# Cham (Suíça)
Cham é uma comuna da Suíça, no Cantão de Zug, com cerca de 13.894 habitantes (2005). Estende-se por uma área de 19,82 km², de densidade populacional de 681 hab/km². Confina com as seguintes comunas: Hünenberg, Knonau (ZH), Maschwanden (ZH), Risch, Steinhausen, Zugo (Zug). 
A língua oficial nesta comuna é o alemão.
A cidade, localizada entre Lucerna e Zurique, na margem norte do lago de Zug, recebeu o Prêmio Wakker, em 1991, pela conservação de sua herança arquitetônica.
O primeiro registro da cidade data de 1360.

## Etimologia
Entre os helvécios, a localidade era chamada de kama, que significava "aldeia". Os romanos a chamaram por esse nome, e, posteriormente, os invasores alamanos a designaram chama. A forma Chom foi registrada oficialmente pela primeira vez em 1491.

## História
A região de Cham vem sendo habitada há mais de 6.000 anos. A ocupação da área continuou durante a dominação romana. Em 858 Luís, o Germânico presenteou as terras em torno da aldeia de Chama para o convento da Abadia de Fraumünster, em Zurique, que ele havia fundado para sua filha Hildegarda. Em 1360 Cham recebeu o estatuto de cidade. Desde 1608 o urso é o animal heráldico da cidade. 
No século XVIII a cidade passou por um processo de industrialização, paralelo a um aumento na população, que passou de 1.321 no ano de 1850 até cerca de 10.000, em 1986. No final do século XIX a indústria leiteira se estabeleceu na cidade, especialmente com a Anglo-Swiss Condensed Milk Company, fundada em 1866. Em 1991 Cham recebeu o Prêmio Wakker pelo seu aproveitamento arquitetônico consciente dos edifícios, dos espaços abertos e das vias públicas da cidade.